# Achille
Achille és un poble dels Estats Units a l'estat d'Oklahoma. Segons el cens del 2000 tenia 506 habitants.

## Demografia
Segons el cens del 2000, Achille tenia 506 habitants, 185 habitatges, i 133 famílies. La densitat de població era de 500,9 habitants per km².
Dels 185 habitatges en un 38,4% hi vivien nens de menys de 18 anys, en un 51,9% hi vivien parelles casades, en un 14,1% dones solteres, i en un 27,6% no eren unitats familiars. En el 23,2% dels habitatges hi vivien persones soles el 13% de les quals corresponia a persones de 65 anys o més que vivien soles. El nombre mitjà de persones vivint en cada habitatge era de 2,74 i el nombre mitjà de persones que vivien en cada família era de 3,28.
Per edats la població es repartia de la següent manera: un 33% tenia menys de 18 anys, un 8,1% entre 18 i 24, un 25,5% entre 25 i 44, un 20% de 45 a 60 i un 13,4% 65 anys o més.
L'edat mediana era de 33 anys. Per cada 100 dones de 18 o més anys hi havia 91,5 homes.
La renda mediana per habitatge era de 19.875 $ i la renda mediana per família de 24.000 $. Els homes tenien una renda mediana de 21.190 $ mentre que les dones 14.904 $. La renda per capita de la població era d'11.324 $. Entorn del 32,9% de les famílies i el 34,5% de la població estaven per davall del llindar de pobresa.

## Poblacions més properes
El següent diagrama mostra les poblacions més properes.